# Payrac
 Payrac  es una comuna y población de Francia, en la región de Mediodía-Pirineos, departamento de Lot, en el distrito de Gourdon. Es cabecera y mayor población del cantón homónimo.
Su población en el censo de 2007 era de 672 habitantes.
Está integrada en la Communauté de communes Haute Bourriane .

## Comunidades de los alrededores
| Lamothe-Fénelon | Loupiac     | Calès      |
| Rouffilhac      | Montpellier |            |
| Anglars-Nozac   | Le Vigan    | Reilhaguet |

## Demografía
| 1 017 | 909 | 1 160 | 1 786 | 1 253 | 1 911 | 1 267 | 1 265 | 1 290 | 1 320 | 1 255 | 1 240 | 1 222 | 1 185 | 1 179 | 1 136 | 1 069 | 980 | 960 | 968 | 846 | 816 | 719 | 687 | 646 | 580 | 523 | 512 | 456 | 448 | 492 | 564 | 626 | 672 |
| Para los censos de 1962 a 1999 la población legal corresponde a la población sin duplicidades (Fuente: INSEE [Consultar]) |     |       |       |       |       |       |       |       |       |       |       |       |       |       |       |       |     |     |     |     |     |     |     |     |     |     |     |     |     |     |     |     |     |